# میکایلاس انیسیمواس
میکایلاس انیسیمواس (انگلیسی: Michailas Anisimovas؛ زادهٔ ۱۱ اکتبر ۱۹۸۴) بازیکن بسکتبال اهل اوکراین است.
وی در مسابقات کشوری و بین‌المللی در مجموع برندهٔ ۱ مدال طلا، ۱ مدال برنز شده‌است.